# Taphien de Hamilton
Taphozous hamiltoni
Espèce
Répartition géographique
Statut de conservation UICN

 DD  : Données insuffisantes
Le Taphien de Hamilton (Taphozous hamiltoni) est une espèce de chauve-souris de la famille des Emballonuridae.